# Batalla de Caen (1944)
La batalla de Caen, lliurada entre juny i agost de 1944, va ser una batalla entre les tropes Aliades i Alemanyes durant la batalla de Normandia.
Originàriament, els aliats havien de capturar la ciutat de Caen, una de les majors ciutats normandes durant el Dia D. Caen era un objectiu vital per molts motius. En primer lloc, estava situada al costat del riu Orne i del Canal de Caen; aquests dos obstacles aquàtics constituirien un reforç per a les posicions defensives alemanyes si no es podien travessar. En segon lloc, Caen era un nus de carreteres: en mans alemanyes podria permetre als alemanys desplaçar ràpidament les tropes. I en tercer lloc, la zona que envolta Caen era relativament oberta, especialment comparada amb el bocage que cobreix l'oest de Normandia; sent una zona molt valuosa per a la construcció de camps d'aviació.
Durant el Dia-D, Caen era l'objectiu de la 3a Divisió d'Infanteria britànica i va ser el focus d'una sèrie de combats durant juny, juliol i agost.
La ciutat vella de Caen, amb bastants edificis que dataven de l'edat mitjana, va quedar molt destruïda pels bombardeigs aliats i els combats. La reconstrucció de Caen s'estendria fins al 1962. Avui queda ben poc de la ciutat de pre-guerra.

## Rerefons

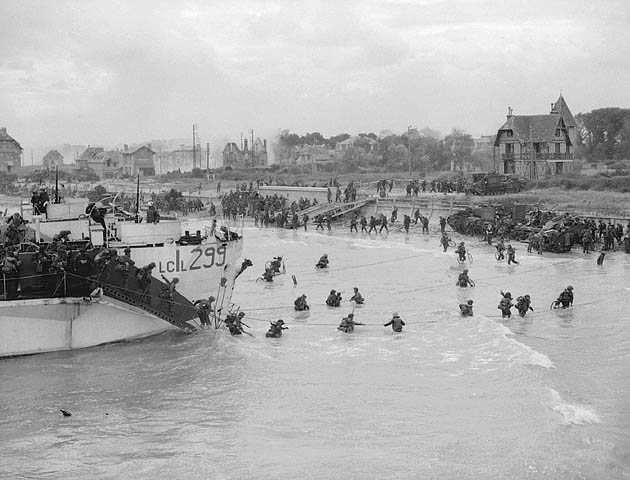
Tropes de reserva canadenques desembarquen a la platja 'Nan White', a Bernières-sur-Mer.

El 6 de juny de 1944, les tropes aliades van envair França mitjançant el llançament de l'Operació Neptú, l'operació de desembarcament amb la qual s'iniciava l'Operació Overlord. Una flota composta per milers de vaixells va assaltar les platges de Normandia, amb el suport d'uns 3.000 avions. Els desembarcaments del Dia-D en general van gaudir d'èxit, però les forces aliades van ser incapaces de capturar la ciutat de Caen com estava planejat.
Juntament amb els desembarcaments amfibis, els aliats també van usar forces aerotransportades. Les divisions aerotransportades americanes 101a i 82a, juntament amb la 6a britànica (a la que se li afegí un batalló canadenc) van saltar darrere les línies enemigues. Els britànics i canadencs van saltar darrere de Sword Beach per encarregar-se d'ocupar diversos ponts estratègicament importants com el Horsa o el Pegàs, així com capturar la bateria d'artilleria a Merville, per tal de dificultar els progressos de les forces alemanyes. Va aconseguir establir un cap de pont al nord de Caen, a la riba est de l'Orne, que els aliats podrien usar a la batalla de Caen.

## Batalla de Caen

### Operació Neptú
La primera operació destinada a la captura de Caen va ser el desembarcament de la 3a Divisió d'Infanteria britànica a la platja Sword el mateix 6 de juny. Tot i haver pogut penetrar el mur Atlàntic i avançar cap al sud, la divisió va ser incapaç d'arribar a la ciutat (el seu objectiu final d'acord amb el pla), quedant-se a només sis km. La 21a Divisió Panzer llançà diversos contraatacs al vespre que van bloquejar de manera efectiva la carretera cap a Caen.

### Operació Penja-robes
L'Operació Penja-robes va ser la segona temptativa per capturar després del fracassat atac directe des de Sword el 6 de juny. La 50a Divisió d'Infanteria (Northúmbria) hagué de dirigir-se al sud per capturar Bayeux i Tilly-sur-Seulles, després que la 7a Divisió Blindada capturés [[Villers-Bocage (Calvados)|Villers-Bocage]] i Evrecy.
La 51a Divisió d'Infanteria (Highland) rebé ordres per donar suport a l'ofensiva capturant Cagny, a l'est de Caen.
Un cop s'haguessin complert aquests objectius, l'operació Wild Oats rebria llum verda i la 1a Divisió Aerotransportada britànica saltaria entre les dues divisions per tancar la trampa i encerclar la ciutat.
Però l'atac de la 50à (Northumbria) caigué davant de Tilly-sur-Seulles, resultant en una lluita salvatge amb la Divisió Panzer Lehr als voltants de la ciutat entre el 8 i el 19 de juny de 1944, quan finalment va caure, i el comandant alemany, Major General Fritz Bayerlein, ordenà una retirada. Aquests combats són coneguts com la batalla de Tilly-sur-Seulles.
Durant els combats van morir 76 civils del poble, un deu per cent de la població de Tilly-sur-Seulles. La Divisió Panzer Lehr tenia 190 tancs a l'inici dels combats, quedant-li només 66 quan aquests finalitzaren. A més de la pèrdua de blindats, els alemanys van perdre 5.500 homes. Actualment hi ha un cementiri militar britànic a la població, a més d'un museu que dona informació sobre la batalla.

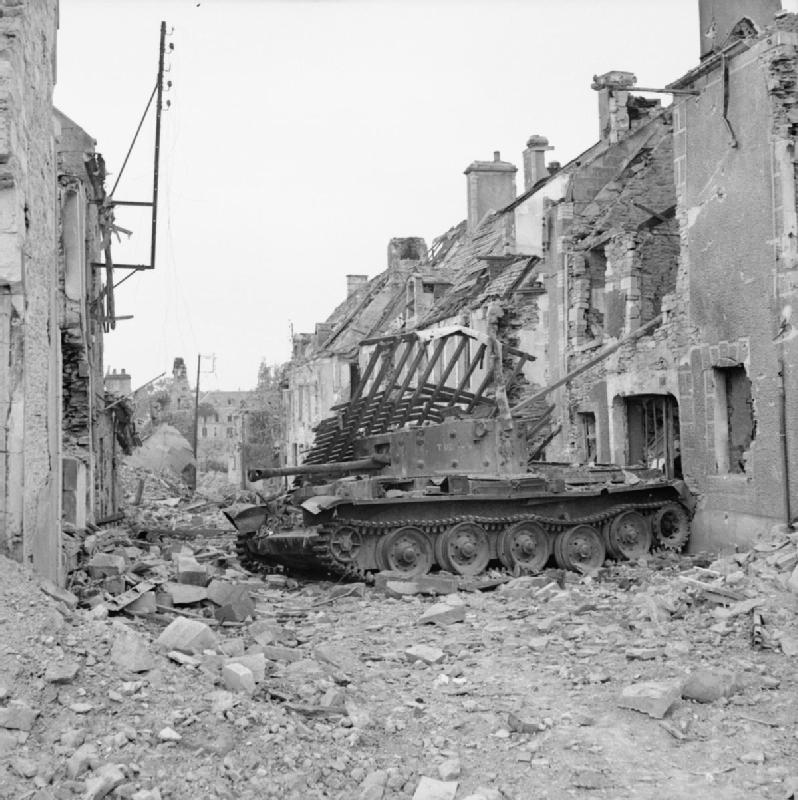
Un tanc Cromwell destruït del 5è Royal Horse Artillery a les runes de Villers-Bocage.

Mentre que tenia lloc la lluita a Tilly-sur-Seulles, la 1a Divisió d'Infanteria nord-americana va obrir una escletxa de 12 km al flanc de la Panzer Lehr. Aquesta vulnerabilitat a les línies alemanyes obria una oportunitat pels Aliats per avançar amb unitats blindades i superar les posicions defensives al flanc alemany. El tinent general Dempsey ordenà a la 7a Divisió Blindada que capturés Villers-Bocage i els camps al voltant de la ciutat, amb la intenció de què la presència de blindats britànics a la rereguarda de la Lehr els fes retirar-se.
Això comportà la batalla de Villers-Bocage, que tingué lloc el 13 de juny. En un combat ferotge cos a cos, els alemanys aconseguiren mantenir-se a la ciutat i assegurar el front.

### Le Mesnil-Patry
La darrera gran operació canadenca durant el mes de juny va ser dirigit a guanyar els turons al sud-oest de Caen, però finalitzà amb resultats dispersos. El 46è Comando dels Marines Reials va tenir èxit operant amb els blindats canadencs així com amb Le Régiment de la Chaudière, arribant fins a Rots. Però el Queen's Own Rifles, amb el suport dels tancs del 6è Regiment Blindat Canadenc (1r d'Hússars) va tenir un fracàs espectacular a Le Mesnil-Patry, i la 3a Divisió d'Infanteria Canadenca assumí un paper estàtic fins a l'Operació Windsor, a la primera setmana de juliol.

### Operació Ornit
L'Operació Ornit (també coneguda com a Operació Intrèpid) era un atac preliminar per donar suport a l'Operació Epsom, que va ser llançat el 25 de juny per la 49a Divisió d'Infanteria (West Riding) del XXX Cos. El seu objectiu principal era assegurar el terreny al flanc de l'avanç previst. L'atac guanyà alguns territoris, però el temps i el terreny fangós van dificultar l'atac, i part del territori al flanc dret de l'atac del VIII Cos estava encara en mans alemanyes.

### Operació Epsom

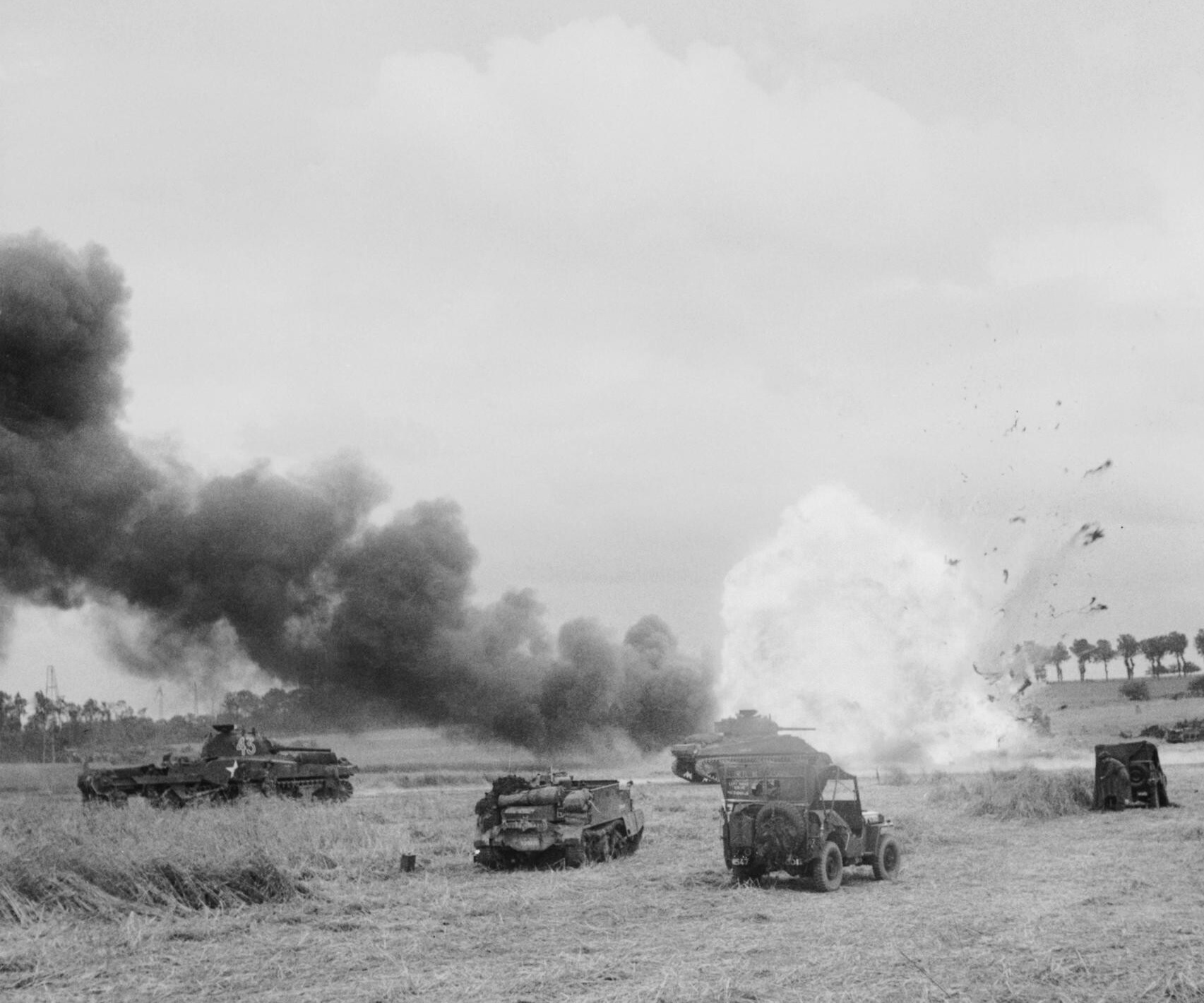
Un transport de munició de l'11a Divisió Blindada explota després de rebre l'impacte d'un projectil de morter durant l'operació Epsom el 26 de juny de 1944.

L'exèrcit britànic, després d'un retard ocasionat per tres dies de tempesta que van caure sobre el Canal de la Mànega, llançaren l'Operació Epsom el 26 de juny. L'objectiu era capturar els alts turons al sud de Caen, prop de Bretteville-sur-Laize. L'atac va ser portat a terme pel recentment arribat VIII Corps, a les ordres del tinent general Sir Richard O'Connor, format per 60.244 homes. L'operació estaria reforçada pel foc de 736 peces d'artilleria, la Royal Navy, un suport aeri proper i un bombardeig previ realitzat per 250 bombarders de la RAF. Però aquest bombardeig planejat a l'inici de l'operació va haver de suspendre's a causa de les males condicions meteorològiques sobre el Regne Unit. Els cossos I i XXX també van ser assignats a Epsom. El dia abans de l'atac s'havia de llançar l'operació Ornit (també coneguda com a Operació Intrèpid); la 49a Divisió d'Infanteria (West Riding), recolzada per la 8a Brigada Cuirassada, havia d'assegurar el flanc del VIII Cos capturant l'alt turó existent a la dreta del seu eix d'avanç. El I Cos llançaria dues operacions de suport diversos dies després del llançament d'Epson, amb noms claus "Aberlour" i "Ottawa". En el primer, la 3a Divisió d'Infanteria, reforçada per una brigada d'infanteria canadenca, atacaria el nord de Caen; a la segona, la 3a Divisió d'Infanteria del Canadà, reforçada per la 2a Brigada Cuirassada Canadenca, prendria el poble i el camp d'aviació de Carpiquet. Però, finalment, aquests atacs mai no van tenir lloc.
Recolzats pels tancs de la 31a Brigada Cuirassada, la 15a Divisió d'Infanteria (Escocesa) va aconseguir fer grans progressos, i al final del primer dia havia superat profundament les línies alemanyes, encara que tenia certes dificultats en assegurar els flancs del seu avanç. En una dura lluita que s'estengué dos dies, va assegurar un pas sobre el riu Odon, i es van realitzar grans esforços per expandir-lo mitjançant la captura de punts estratègics als voltants i fent avançar la 43a Divisió d'Infanteria (Wessex). Però, en resposta als contraatacs alemanys portats a terme pel I i pel II Cos Panzer SS, el 30 de juny, algunes de les posicions britàniques del riu van haver de ser retirades.
El VIII va poder avançar uns 10 km. Els alemanys, però, llançant totes les seves darreres reserves disponibles, havien pogut aconseguir un èxit defensiu a nivell operatiu en aconseguir contenir l'ofensiva britànica. A nivell tàctic, la lluita va ser indecisa i després dels guanys fets en un inici, cap dels dos bàndols va fer gaires progressos: els contraatacs alemanys van ser rebutjats i els posteriors avenços de les tropes britàniques van ser aturats. A nivell estratègic el II Exèrcit havia aturat el contraatac massiu alemany contra la platja aliada abans que no comencés, evitant que les forces cuirassades poguessin desplegar-se per fer front als americans o per ser rellevades i passar a la reserva, retenint la iniciativa sobre les forces alemanyes a Normandia.
L'operació va tenir un cost per al II Exèrcit de 4.078 baixes, mentre que per a l'exèrcit alemany van ser de més de 3.000 homes i 126 tancs perduts.

### Operació Windsor
L'aeròdrom de Carpiquet, hauria d'haver estat capturat el Dia-D, però el pla fracassà. Per tal de compensar l'errada, els aliats procediren a llançar l'Operació Windsor per tal de superar les fortes posicions defensives alemanyes al voltant de l'aeroport. La 8a Brigada d'Infanteria canadenca va haver-se'n d'encarregar, reforçada pels Reials Fusellers Winnipeg de la 7a brigada canadenca; el suport de blindats vindria del The Fort Garry Horse (10è Regiment Cuirassat) i tres esquadrons de tancs especialistes, incloent un esquadró llançaflames de la 79a Divisió Cuirassada, i el suport artiller estaria en mans del HMS Rodney i de 21 batallons d'artilleria, juntament amb dos esquadrons de Typhoon de la RAF pel bombardeig tàctic.
L'aeròdrom estava protegit amb refugis, torres per a metralladores, túnels soterrats i canons antitanc de 75mm i antiaeris de 20mm. L'àrea circumdant també estava protegida amb camps minats i fil ferro espinós. La Resistance havia informat a les tropes canadenques sobre les defenses que hi havia al voltant de l'aeròdrom.
Els canadencs van capturar el poble de Carpiquet el 5 de juliol. Tres dies després aconseguirien capturar l'aeròdrom i els pobles adjacents després d'haver rebutjat diversos contraatacs alemanys, durant els principals assalts de l'Operació Charnwood.
El comandant de la 3a divisió canadenca, major general Rod Keller, va ser molt criticat per no enviar dues brigades a l'operació Windsor, i per delegar la planificació detallada de l'operació al Brigadier Blackader de la 8a Brigada. La pobre actuació de la 3a divisió va ser vista com una prova més conforme Keller no era apte pel seu comandament.

### Operació Charnwood

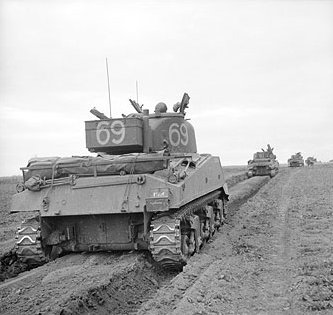
Un Sherman VC de la 33a Brigada Blindada prenent part en l'operació Charnwood el 8 de juliol

Un soldat canadenc a les runes de Caen el 9 de juliol

Un tanc M4 Sherman i un canó antitanc Ordnance QF de 6 lliures al centre de Caen, 10 de juliol

Els aliats planejaven usar bombarders pesats per tal d'espantar als defensors alemanys així com per destruir les seves posicions defensives. També s'esperava que els bombardeigs aixequessin la moral de les tropes britàniques.
Mentrestant, l'Estat Major Alemany donà les següents instruccions el 7 de juliol
 1. Aturar el front actual (...) alliberar la 12a SS-Panzerdivision i substituir les divisions d'infanteria assetjades amb tropes de refresc; (...)
 9. Desplegament de tota l'Organització Todt (...).
El SS-Oberführer Kurt Meyer, comandant del 25è Regiment Panzergrenadier de la 12a Divisió Panzer SS Hitlerjugend, afirmà que aquestes instruccions significaven morir a Caen.
Després d'algun temps per reorganitzar-se, rebre subministrament i preparar-se, el 21è Grup d'Exèrcits llançà l'operació Charnwood el 7 de juliol.
El Segon Exèrcit britànic i el Primer Exèrcit canadenc, amb aproximadament 115.000 homes, va atacar els pobles ocupats pels alemanys al nord de Caen. Els Aliats havien planejat obrir un camí mitjançant bombardeigs sobre els pobles, però els cancel·laren a causa de la proximitat de les seves pròpies tropes. La zona de bombardeig continuà inclinant-se vers Caen. Al vespre del 7 de juliol, 467 Lancasters i Halifax van llançar 2.276 bombes. El bombardeig no va causar grans danys a les tropes alemanyes, però els suburbis del nord de la ciutat van ser majorment destruïts durant els atacs. Es calcula que van morir uns 3.000 civils francesos, i pràcticament l'únic efecte del bombardeig en la batalla va ser fer elevar la moral dels atacants. L'artilleria antiaèria alemanya va poder abatre un bombarder aliat, i 3 més van caure sobre l'espai aeri aliat. El bombardeig aeri va ser recolzat pel foc naval provinent dels vaixells ancorats a la costa.
Alexander McKee va dir sobre el bombardeig del 7 de juliol: Les 2.500 tones de bombes no van fer distincions entre amic i enemic. Si els comandants britànics creien que intimidarien als alemanys matant francesos, perquè estaven equivocats..
L'efecte de xoc no va existir perquè l'atac no va tenir lloc immediatament després del bombardeig, quan els defensors encara estaven distrets i espantats. En canvi, l'atac va tenir lloc l'endemà al matí, cap a les 04:30. L'ús dels tancs va ser més difícil a causa del bombardeig. Posteriorment, quan es va capturar la ciutat, es determinà que no s'havia destruït cap canó ni cap tanc ni s'havia mort cap soldat alemany en les zones d'objectius.
Al final del 8 de juliol els aliats només havien avançat un kilómetre cap a la ciutat de Caen. Després què els alemanys es retiressin del centre de la vila el 9 de juliol cap al nord i l'oest, les tropes aliades van establir combat al nord, però els fractiradors alemanys van entretenir-los. A les 18:00 del 9 de juliol, les primeres unitats van arribar al riu Orne. Al vespre del dia 9 i durant el 10, els aliats van arribar al centre de la ciutat. Els enginyers van haver d'encarregar-se de reparar els ponts sobre el riu i de retirar la runa. Arthur Wilkes descriu la situació després de l'acció: Muntanyes de runa, d'aproximadament 20 ó 30 peus (≈ 6 a 9 metres) d'alt, amb els morts per tot arreu. Al diari de guerra del 1r Batalló dels King's Own Scottish Borderers hi ha una entrada el 9 de juliol: A les cases que encara estaven dretes la vida tornà a poc a poc, a mesura que els civils francesos s'adonaven que havíem conquerit la ciutat. Sortien corrent de les seves cases amb gots i ampolles de vi.".
L'operació Charnwood va ser una victòria tàctica menor per als Aliats, car la ciutat no estava totalment en mans aliades. La zona nord-oest de Caen havia estat capturada, però els barris orientals, on es trobava la fàbrica d'acer de Colombelles, amb els seus alts punts d'observació, encara estava sota control alemanys. Estratègicament l'operació va concloure cap a la creença alemanya en què la ruptura aliada seria al sector britànic, la qual cosa no es produiria.

### Operació Júpiter

Soldats de la 43a Divisió Wessex busquen refugi davant els atacs dels morters alemanys, 10 de juliol

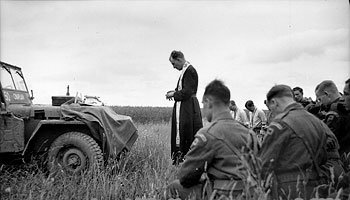
Un capellà i soldats de l'11a Divisió Blindada resen abans de l'atac sobre Eterville el 10 de juliol.

El tinent general O’Connor intentà crear un nou cap de pont amb Caen. La 43a Divisió d'Infanteria (Wessex) havia de reconquerir el Turó 112 el 10 de juliol mitjançant l'operació Júpiter. En la primera fase les forces Aliades havien de conquerir el Turó 112, Fontaine i Eterville i en una segona fase havien d'usar el Turó 112 com a posició defensiva i avançar vers Maltot. Abans de l'atac aliat es va llançar un bombardeig de morters i més de 100 peces d'artilleria.
Els alemanys tenien cinc batallons d'infanteria, dos batallons de tancs pesats Tiger, així com dues companyies Sturmgeschütz i Nebelwerfer, i van llançar principalment tropes de la 10a Divisió Panzer SS Frundsberg, amb elements de les divisions panzer SS 9a i 12a a la reserva.
L'operació fracassà a causa de la dura resistència alemanya, que estaven ben atrinxerats i ben preparats per l'atac. La 43a Divisió d'Infanteria (Wessex) va tenir unes 2.000 baixes durant l'operació.

### Operació Goodwood

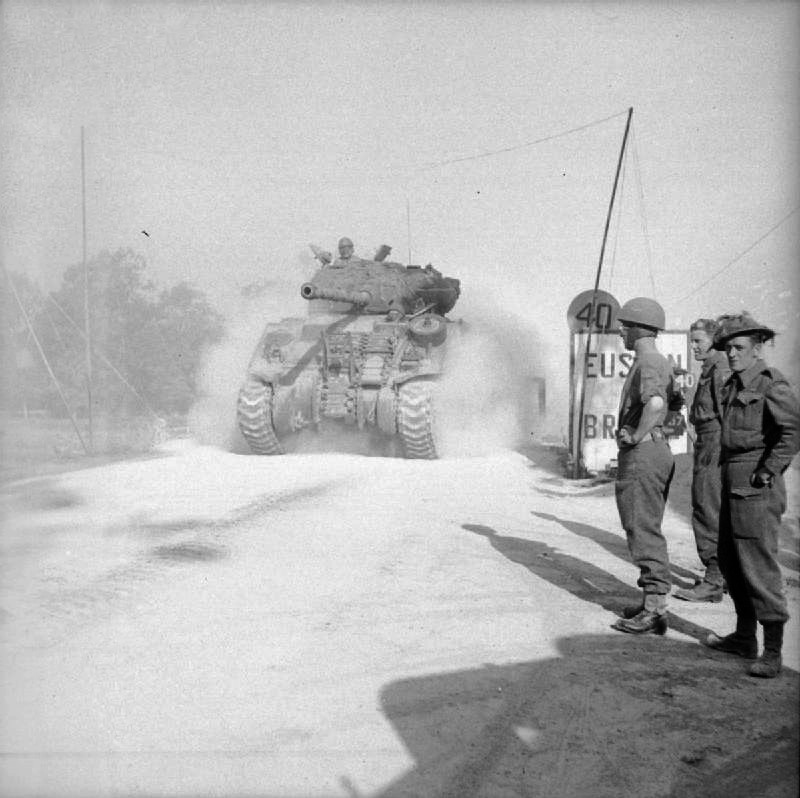
Un Sherman Firefly avança cap al Pont Euston, un dels escassos ponts sobre l'Oren, durant el primer dia de l'operació.

Durant una reunió amb el General Montgmery el 10 de juliol, el tinent general Dempsey, comandant del Segon Exèrcit, suggerí el pla per llançar l'operació Goodwood el mateix dia que Montgomery aprovava l'operació Cobra. La part canadenca de l'operació Goodwood va rebre el nom d'operació Atlàntic.
Des de mitjans de juliol havien arribat a Normandia 2.250 tancs mitjans i 400 de lleugers en 3 divisions i diverses brigades cuirassades independents, tots ells sota el control del Segon Exèrcit, el qual es trobava en una posició en què podia perdre tancs, però no homes, per tal de superar les posicions alemanyes a la riba est de l'Orne i al nord de Caen. L'operació Goodwood havia de començar el 18 de juliol, dos dies abans que els americans llancessin l'operació Cobra, però aquesta no s'inicià fins al 25 de juliol.
Tot i que s'esperaven grans pèrdues durant el transcurs de la missió, Dempsey creia que els seus homes tenien una bona oportunitat de superar les defenses alemanyes. Les divisions cuirassades del VIII Cos britànic, a les ordres del tinent general O’Connor haurien de fer l'esforç principal. Aproximadament uns 700 canons disparant uns 250.000 projectils havien de donar suport a l'atac. A més, la RAF havia de bombardejar tres objectius: Colombelles-Mondeville, Toufreville Emiéville i Cagny.
L'objectiu era capturar Bras, Hubert-Folie, Verrières, Fontenay, Garcelles-Secqueville, Cagny, Vimont i, finalment, Falaise. Un objectiu secundari era expulsar els alemanys del Pas de Bouguebus. Les tropes canadenques havies d'assegurar el flanc occidental, mentre que la infanteria britànica havia d'assegurar l'oriental.

#### Execució

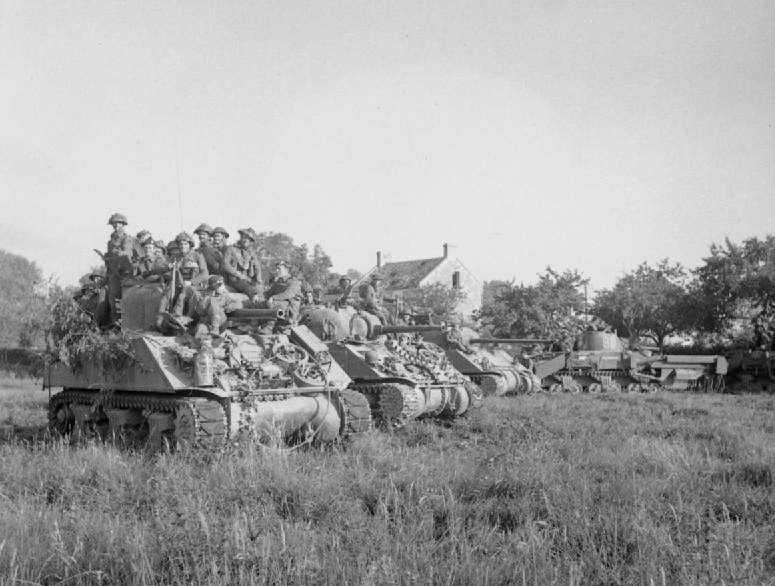
Tancs Sherman avançant amb tropes d'infanteria assegudes al capdamunt, el 18 de juliol. El tanc de la dreta és un Sherman Crab escombramines

El 18 de juliol de 1944, els caces i bombarders aliats van atacar 5 pobles a la punta oriental de Caen per tal de facilitar l'operació Goodwood. Els atacs van tenir lloc a l'alba i es van veure afavorits pel bon temps. Quatre dels objectius havien estat assenyalats pels exploradors; per al cinquè objectiu els bombarders van haver de trobar una altra manera de localitzar-lo. A les 05:30 i durant les dues hores i mitja següents, dos mil bombarders pesats i 600 de mitjans de la RAF i de les USAAF van llançar 7.567 tones de bombes sobre els pobles i les zones circumdants, en un front de 7 kilòmetres; amb el suport dels vaixells de la Royal Navy que també llançaren intensos bombardeigs. Dues unitats alemanyes, la 16a divisió de camp de la Luftwaffe i la 21a Divisió Panzer van rebre un dur càstig pel bombardeig. Les defenses antiaèries alemanyes van aconseguir abatre 6 avions aliats.
Les tres divisions cuirassades britàniques havien de superar obstacles d'aigua i un camp de mines per tal d'arribar a la seva línia de sortida. El riu Orne i el canal de Caen era un obstacle per als britànics durant el seu avanç. Només hi havia disponibles sis petits ponts per als 8.000 vehicles, incloent els tancs, l'artilleria, la infanteria motoritzada, els enginyers i els vehicles de subministraments. Era obvi que hi hauria un immens problema de tràfic. La solució de Dempsey va ser fatal: ordenà a O'Connor que deixés la infanteria, els enginyers i l'artilleria a l'altra riba fins que no haguessin travessat tots els rius. Això va dissoldre tots els equips britànics d'armes combinades abans d'iniciar els combats amb els alemanys.
Després que els tancs travessessin els ponts, els britànics havien de travessar un camp minat compost per mines antitanc i mines antipersona preparat només uns dies abans per la 51a Divisió d'Infanteria (Highland). Aquest obstacle hagués estat una gran feinada per als enginyers si l'havien de netejar abans de començar la batalla. Hi havia la preocupació que, com que els alemanys tenien el seu propi camp de mines a la planta d'acer al suburbi ocupat de Colombelles i podien observar els esforços per netejar-lo, quedarien advertits de l'atac i es perdria la sorpresa. Els enginyers de la 51a divisió Highland van haver de dedicar-se les dues nits abans de la batalla a obrir dos passadissos enmig del camp de mines.

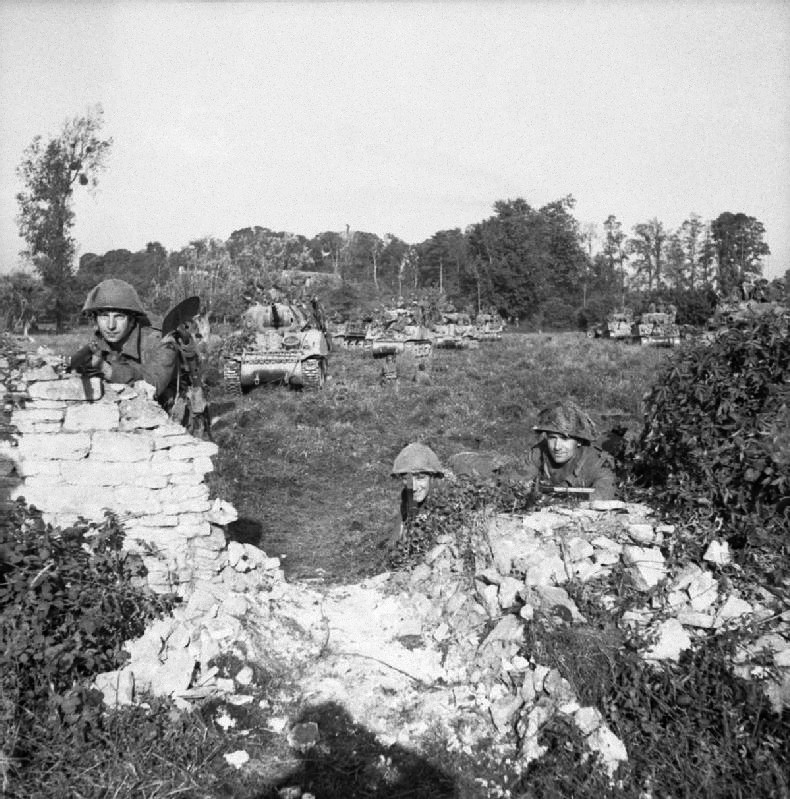
Infanteria britànica, 18 de juliol.

El VIII Cos abandonà l'element sorpresa a mesura que els seus tancs eren alentits pels ponts i els camps de mines. Tot i les diversions aliades, els alemanys eren coneixedors de l'atac des del 15 de juliol i havien tingut molt de temps per preparar les seves defenses; amb defenses que tenien fins a 5 línies que s'estenien en 10 km, fins a l'altre costat de la cota del Bougébus; a més que els aliats ignoraven quants canons de 88mm havien arribat amb la 16 Lufwaffe-Feld-Division. A més de tot això, el foc de suport artiller no va ser efectiu: els regiments d'artilleria estaven a l'oest de l'Orne per ordre de Demsey i, per tant, les defenses principals alemanyes de la Cota de Bouguebus estaven fora del seu abast. A més de tot això, la coordinació entre l'artilleria de camp i els tancs no va existir. Era evident que l'àrea seleccionada era estratègicament pobre: hi havia diversos poblets, en cadascun dels quals hi havia una petita guarnició alemanya, amb el seu propi grup de 4 ó 5 canons de 88mm, connectats mitjançant túnels i amb diversos punts d'observació que podien emprar-se per veure el progrés dels Aliats. L'artilleria alemanya de la Cota de Bougrguebus a Cagny i Emieville no s'havia afeblit pels bombardeigs anteriors. A més, la intel·ligència aliada havia subestimat les defenses alemanyes: darrere de la 16 Lufwaffe-Feld-Division i de la 21a Panzer es trobava un batalló especial d'artilleria, el 200è Batalló Antitanc i el 503è Batalló de Carros Pesats compost per Tigers i, al final, es trobava la concentració principal del III Cos Antiaeri de Bourgébus, darrere del qual descansava el I Cos Panzer SS.
L'11a divisió cuirassada britànica va haver d'encapçalar l'atac, havent a més de netejar els petits pobles situats al capdavant de les línies del front, especialment Cuverville i Demouville. Aquests havien de ser assegurats per les unitats que seguien l'assalt inicial, però en canvi, les unitats cuirassades van atacar la Cota de Bourguebus mentre que les brigades d'infanteria motoritzada s'encarregaven dels pobles. Això va alentir els atacs i evità una cooperació assenyada; a més que provocà que mentre que la infanteria s'ocupava de netejar els primers pobles, els tancs avançaven pràcticament sols per a enfrontar-se a un munt d'armes antitanc.
Majoritàriament, el 8è Cos Britànic va avançar molt lentament. La 29a brigada cuirasada de l'11 divisió va fer els principals avenços, capturant 11 km de terreny lateral al front britànic.
Quan a les 09:30 s'arribà a la via del tren a “Caen Vimont”, les tropes alemanyes ja s'havien recuperat del bombardeig. 12 tancs britànics van ser destruïts per un únic canó de 88m que els disparà diverses vegades. Els britànics avançaren lentament i travessaren la línia fèrria per tal d'apropar-se a la Cota de Bourguebus, defensada per la 21 Divisió Panzer, la Leibstandarte SS Adolf Hitler i nombroses peces d'artilleria.
Durant la major part del dia, la 29 brigada blindada es trobà sense suport d'artilleria. La 159a brigada d'infanteria estava ocupada netejant dos pobles darrere la 29 brigada. Les altres dues divisions cuirassades encara estaven ocupades travessant els ponts o els camps de mines. Al vespre del 18 de juliol, només un batalló blindat de la 7a divisió cuirassada havia entrat en combat, mentre que la majoria de la resta de les unitats cuirassades van haver d'esperar fins a les 10 del matí del 18 de juliol per travessar l'Orne.
Diversos batallons blindats van lluitar sense suport i un darrere l'altre, en lloc de lluitar conjuntament tal com estava planejat a l'inici de l'operació. La major part del terreny es guanyà el matí del 18 de juliol. Pel 20 de juliol, la major part de la ciutat de Caen ja es trobava en mans aliades.
Els alemanys van llançar un contraatac a migdia del 18 de juliol que s'estengué fins al 20. El general Montgomery tancà l'operació el 20 de juliol, després d'haver perdut 5.537 soldats i 413 tancs.

#### Resultats

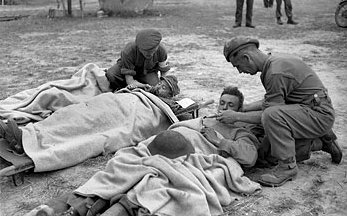
Personal mèdic atén soldats ferits durant l'operació Goodwood, 18 de juliol

L'operació no va anar tal com havien planejat els aliats. Havien perdut 413 tancs i tenien unes baixes de 5.500 soldats britànics i canadencs. Els alemanys van mantenir les seves posicions més importants mentre que perdien 109 tancs, una xifra molt important a causa que no els podien substituir tan ràpidament com els britànics. Mentre que tàcticament l'operació va ser de resultats pobres per al Segon Exèrcit, estratègicament va ser molt important car va contribuir a fer que els alemanys seguissin convençuts que l'atac principal provindria del sector britànic.

### Operació Primavera

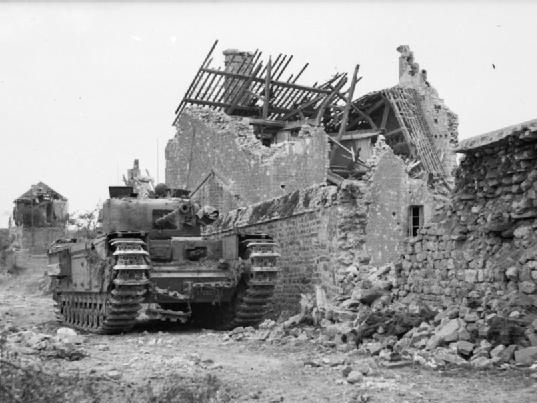
Un tanc Churchill a Maltot, el 26 de juliol de 1944

A una conferència celebrada el 22 de juliol es decidí que l'operació Primavera començaria el 25 de juliol, sota el comandament del tinent general Simonds. L'objectiu de l'operació era que el II Cos canadenc capturés, entre d'altres, l'elevació que hi ha entre Cramesni i La Bruyers, a aproximadament 5 kilòmetres al sud de Bourguebus. El pla consistia en el fet que dues divisions d'infanteria canadenques atacarien, darrere de les quals avançarien dues divisions cuirassades per explotar la ruptura creada.
L'operació en 3 fases atacarien en primer lloc la línia May-sur-Orne-Verrières-Tilly-la-Campagne; en segon lloc la línia Fontanay-le-Marmion-Roquancourt, amb l'objectiu final de la plana del turó de Verrières.
Els alemanys provaren de reforçar la zona Caen-Falaise mentre que Primavera s'estava planejant. El 20 de juny, el Comandament Superior de la Wehrmacht anuncià que l'avanç de les seves tropes estava finalitzat. Els alemanys disposaven de 5 divisions cuirassades i diverses unitats d'infanteria a la zona. Com que aquestes unitats portaven combatent des del primer dia de l'operació, les oportunitats d'èxit aliades eren petites.
Després del bombardeig aeri i artiller que precedí l'atac, els canadencs podrien haver assolit el seu objectiu el 25 de juliol, car tot i la forta resistència alemanya, aquests van haver de recular fins a les seves posicions defensives. El 26 i el 27 de juliol, un contraatac alemany a la zona de Verrières, que els canadencs havien conquerit el dia abans, va ser rebutjat per l'artilleria aliada.
L'operació no va assolir els seus objectius inicials, però si que assegurà que Verrières passés a mans aliades, assegurant un bon punt d'observació de les zones més baixes. També es conqueriren els punts alts de Tilly-la-Campagne. A més, encara que els canadencs no van aconseguir superar les defenses de la Leibstandarte SS Adolf Hitler i la 9a SS Hohenstaufen i que l'atac es cancel·lés 24 hores després, l'OB West continuà considerant Primavera com la principal ofensiva aliada durant 12 hores més abans de respondre a Cobra.; i dues divisions cuirassades alemanyes van trigar dos dies a arribar al front americà. Així doncs, Goodwood i Primavera van aconseguir l'objectiu principal de Montgomery, encara que cap de les dues va aconseguir cap fita important. L'operació va ser la més costosa per als canadencs, que van perdre aproximadament 1.500 homes, molts dels quals estan enterrats al Cementiri Canadenc de Guerra de Bény-sur-Mer.

## Tracte als presoners de guerra i crims de guerra

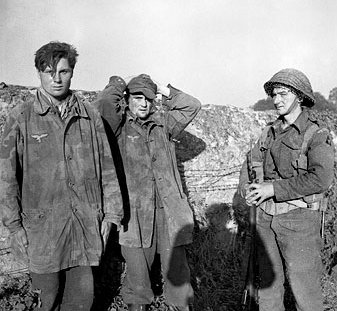
Un soldat aliat vigila dos presoners de guerra alemanys de la 16a divisió de camp de la Luftwaffe prop de Caen, 11 de juliol de 1944.

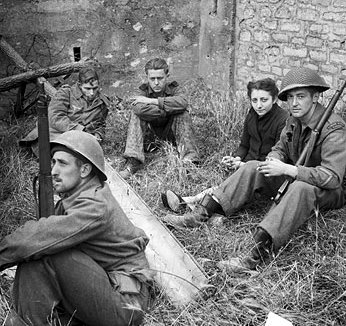
Soldats canadencs miren una dona francesa i presoners alemanys prop de Caen, 19 de juliol de 1944

Kurt Meyer informava que li havien donat una nota que contenia ordres de com havien de tractar les tropes canadenques els presoners de guerra alemanys:
"El 7 de juny vaig rebre una nota agafada del cos d'un capità canadenc mort. A més de les ordres escrites a mà, les notes senyalaven que 'no s'han de prendre presoners'. S'interrogà a alguns presoners canadencs per verificar aquestes instruccions... van confirmar les ordres què si els presoners impedien l'avanç, no s'havien de capturar. "
El comandant de companyia canadenc Major Jacques D. Dextraze recordà que "els deia als meus homes: 'la vostra tasca és matar l'enemic, aquesta és la vostra missió principal. Però si un enemic se us apropa amb les mans enlaire, l'heu de respectar i l'heu de protegir, i us heu d'assegurar que aquest home sigui protegit com si fos un dels vostres propis homes".

### Crims de guerra comesos per les tropes alemanyes
D'acord amb els informes, 156 presoners canadencs van ser assassinats prop de Caen per la 12a Divisió Panzer SS Hitlerjugend durant les setmanes que van seguir al Dia-D.
Vint canadencs van ser executats prop de, al nord-est de Caen a l'Abadia Ardenne. L'abadia estava constituïda per edificis de l'edat mitjana i una església gòtica. El comandant del 25è Regiment Panzer, part de la 12a Divisió Panzer SS Hitlerjugend, Kurt Meyer, tenia el seu punt de comandament a la zona. Va ser acusat d'haver ordenat les execucions, encara que mai no es va provar de manera definitiva que Meyer en fos responsable va ser condemnat i sentenciat a mort per les acusacions de tracte inapropiat cap als civils i per l'execució de presoners, sentència commutada per la de cadena perpètua. Meyer va ser alliberat finalment el 7 de setembre de 1953.
El 7 de juny les tropes canadenques estaven lluitant a Authie van ser capturats. L'abadia s'estava omplint de presoners. Se'n van triar a 10, que van ser afusellats a fora de l'abadia. La resta dels presoners van ser portats a Bretteville sur Odon. Al vespre del mateix dia, 11 presoners més van ser afusellats al jardí d'un dels chateaus.
El vespre del 8 de juny, 7 presoners més que havien lluitat a Authie i a Buron van ser portats a l'abadia. Allà van ser interrogats i executats. Tots set van ser portats al jardí i déu minuts més tars tots ells eren morts d'un tret al clatell. Jan Jesionek, un soldat polonès que servia amb la 12a Divisió Panzer SS Hitlerjugend, posteriorment informà dels fets i que el comandant de les unitats alemanyes va dir "Què n'hem de fer, d'aquests presoners? Només es mengen les nostres racions. En el futur no se n'han de fer més."

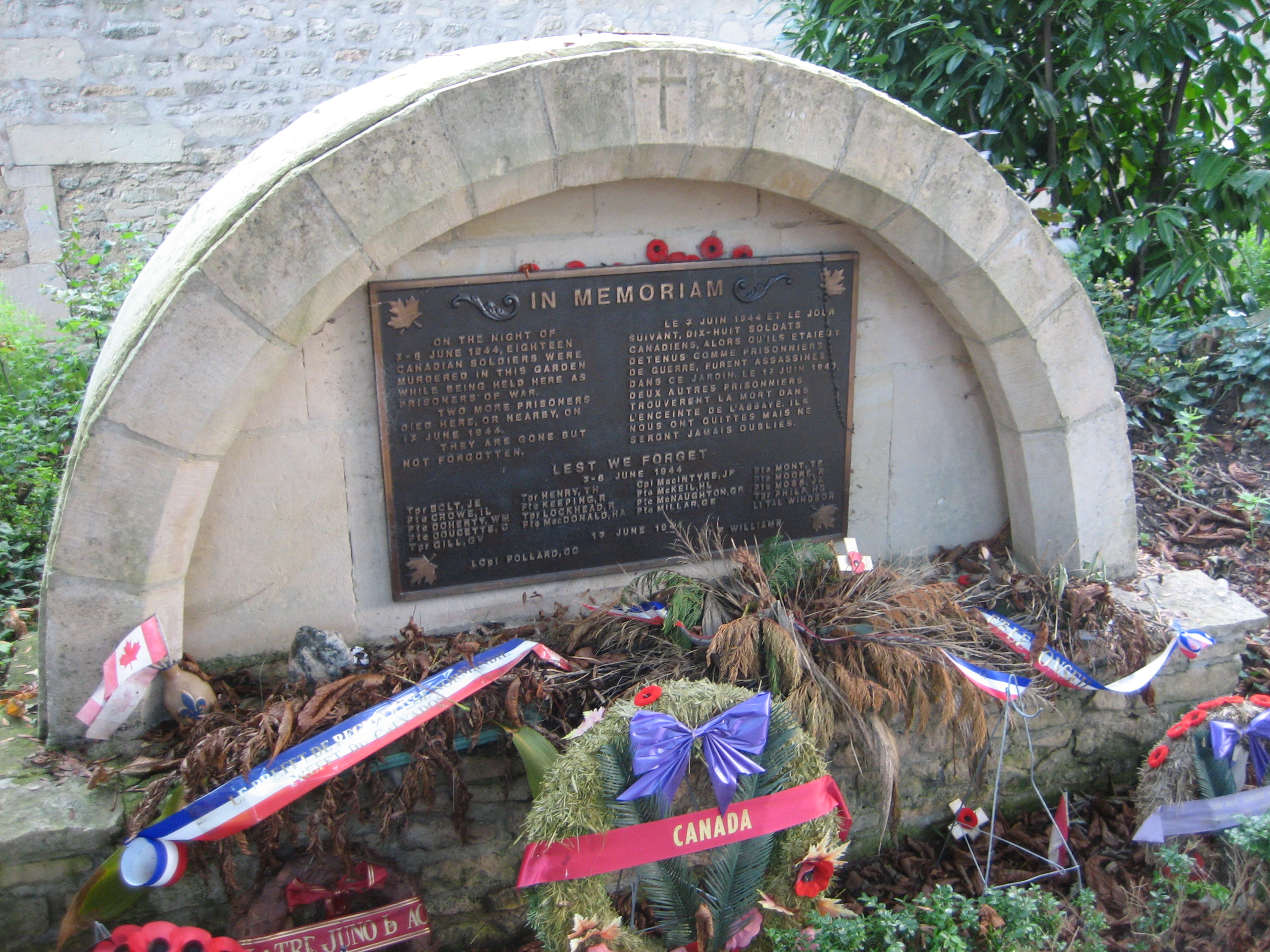
Memorial dels soldats canadencs executats al jardí de l'Abadia.

Els darrers cadàvers dels canadencs morts van ser trobats a la tardor de 1945.
L'Abadia d'Ardenne va ser capturada la mitjanit del 8 de juliol pels Regina Rifles. Els soldats executats van ser exhumats i enterrats al Cementiri Canadenc de Guerra de Bény-sur-Mer.
Meyer va ser sentenciat a mort al desembre de 1945, encara que negà saber res de l'incident. Posteriorment se li commutà la pena a cadena perpètua. El 7 de setembre de 1945 va ser posat en llibertat.
S'instal·la una petita capella a l'abadia en memòria dels soldats canadencs. La capella consisteix en una creu de fusta, sobre la qual hi ha un nínxol amb una estàtua de la Mare de Déu. Sobre la creu hi ha un casc canadenc d'acer. Cada any, els nens d'Authie porten flors a la capella. El 1984 s'instal·là una placa de bronze a l'abadia, on diu:
"La nit del 7-8 de juny de 1944, 18 soldats canadencs van ser assassinats en aquest jardí mentre que hi eren com a presoners de guerra. Dos presoners més van morir aquí o a la rodalia el 17 de juny. Són morts però no els oblidem."

## Danys i caiguts civils

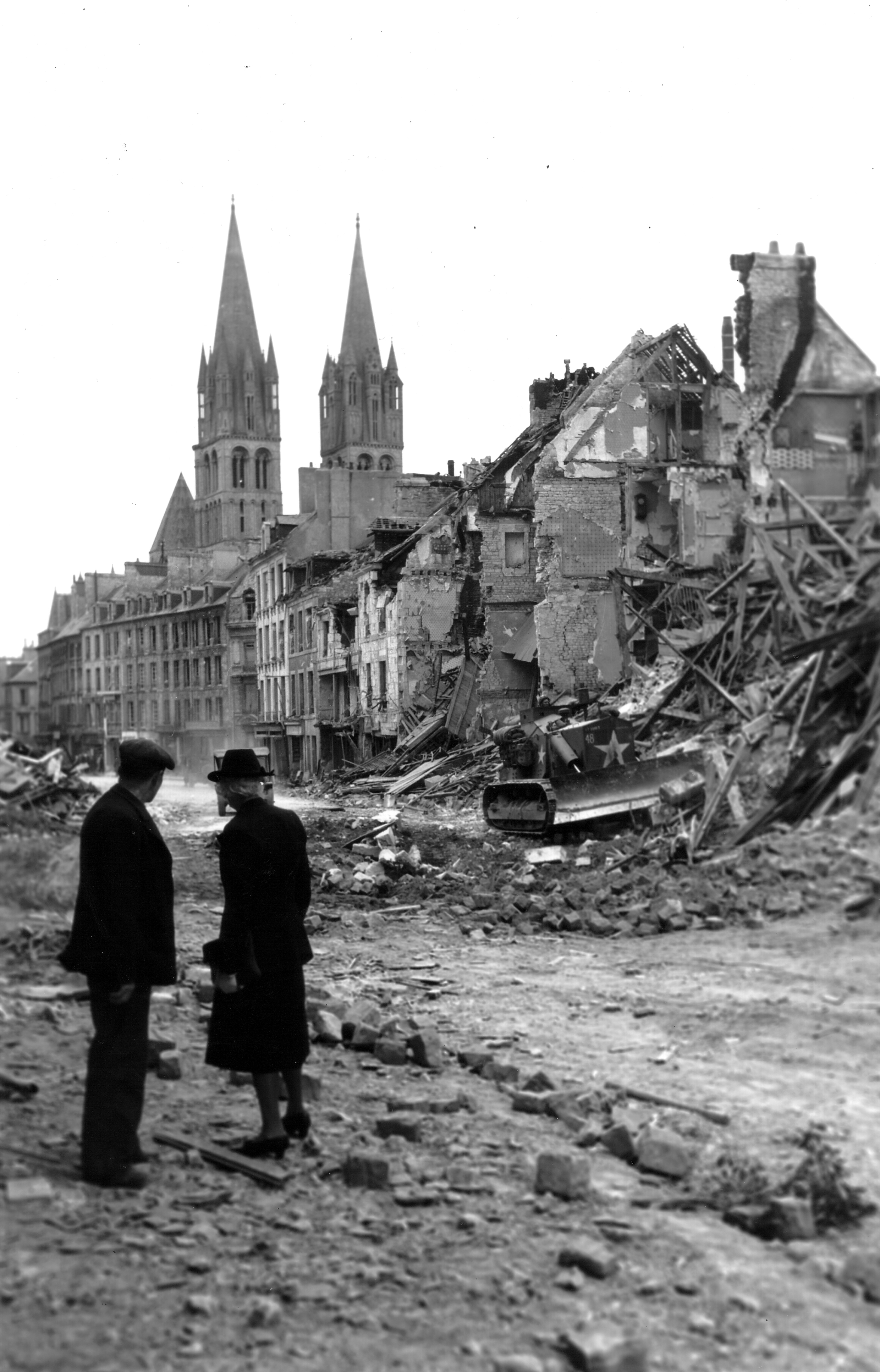
Vista de la destrucció de Caen.

Abans de la invasió, Caen tenia una població de 60.000 persones. El 6 de juny els avions aliats llançaren pamflets, advertint a la població que es dispersés cap al camp. Només uns quants centenars abandonaren la població. Més tard, aquell mateix dia, els bombarders pesats britànics van atacar la ciutat, alentint el flux dels reforços alemanys. El bombardeig va crear una gran destrucció. 800 civils van perdre la vida en les 48 hores posteriors a la invasió. Els carrers van quedar bloquejats per la runa, i les ambulàncies no podien passar-hi; per tant, els ferits van haver de ser portats al convent del Bon Sauveur. El convent també resultà malmès. Edificis notables com el Palais des Ducs, l'església de Saint-Etienne i l'estació ferroviària també van ser destruïdes o molt malmeses. Per fugir del bombardeig de la ciutat, 15.000 persones van refugiar-se durant més d'un mes als túnels al sud de la ciutat, creats per les antigues pedreres medievals.
L'organització de Défense Passive va establir-se al Bon Sauveur. La defensa civil i les organitzacions mèdiques van treballar conjuntament per coordinar l'ajut mèdic als ciutadans de Caen. La seva professió mèdica va ser altament lloada. El matí de la invasió s'alertaren sis equips de cirurgia, i la Policia va fer provisió de subministraments mèdics de les farmàcies i les clíniques, per portar-los al Bon Sauveur i els hospitals subsidiaris al Lycée Malherbe i a l'Hospice des Petites Sœurs des Pauvres.
El 9 de juny, un obús disparat pel HMS Rodney va destruir el campanar de Saint Pierre. Diversos edificis van cremar, i les teules queien de les teulades. El bombardeig continuà, i els equips mèdics estaven esgotats. Més de 3.000 persones es refugiaren al Bon Sauveur i a l'Abadia aux Hommes, a més gent a l'església de Saint Etienne. Es van enviar grups a buscar menjar. Els 500 refugiats del convent de les Petites Sœurs des Pauvres rebien subministraments, però les condicions a la resta de la ciutat eren terribles. El govern de Vichy de París aconseguí fer arribar alguns subministraments a Caen sota els auspicis del Secours Nationale, 250 tones en total.
Els alemanys ordenaren que tots els civils abandonessin la ciutat el 6 de juliol. Quan Caen tornà a ser bombardejat al vespre del 7 de juliol, només hi quedaven 15.000 habitants. 467 bombarders Lancaster i Halifax van atacar la ciutat en preparació a l'operació Charnwood. Tot i que les seves bombes estaven dirigides a la punta nord de Caen, de nou es van causar grans danys al centre de la ciutat. Almenys dos refugis civils van ser destruïts per impactes directes, i la universitat va quedar destruïda. 350 persones van morir durant aquest atac, situant la xifra de morts en 1.150 persones des del Dia-D.
Els alemanys es retiraren de la ciutat al nord de l'Orne el 9 de juliol, destruint l'únic pont que quedava. La part meridional de la ciutat no va ser alliberada fins al 18 de juliol, quan la 3a divisió canadenca avançà per aquesta zona durant l'operació Goodwood.
Al final de la batalla la població civil de Caen havia caigut de 60.000 a 17.000 persones. La destrucció de la ciutat causà molt ressentiment.

## Després de la batalla

Vista de la destrucció de Caen.

L'operació Overlord i les batalles a Normandia havien fet que els aliats tinguessin un peu a França, des d'on començà l'alliberament de la resta de l'Europa Occidental. El 25 d'agost els aliats van poder reconquerir la ciutat de París.
Caen i diverses de les ciutats de la rodalia van ser destruïdes pràcticament totes; la catedral i la Universitat de Caen (fundada el 1432) van ser destruïdes fins als fonaments. Els edificis es reconstruïren després de la guerra, fent-se encara majors. Per aquest motiu, l'escut de la Universitat de Caen és un Fènix.
Després de la guerra, el govern de l'Alemanya Occidental va haver de pagar compensacions als civils morts o desnonats de Carn.
La reconstrucció de Caen s'estengué oficialment entre 1948 i 1962. El 6 de juny de 2004, Gerhard Schröder va ser el primer Canceller alemany convidat a les festivitats de l'aniversari de la invasió.
Hi ha diversos monuments dedicats a la Batalla de Caen i a l'operació Overlord. Per exemple, a la carretera al pont Odon a Tourmauville hi ha un memorial a la 15a Divisió d'Infanteria (Escocesa); o el monument al Turó 112 per la 53a Divisió d'Infanteria (Gal·lesa) i per la 43a Divisió d'Infanteria (Wessex). Prop del Turó 112 es plantà un bosc en memòria dels que havien lluitat allà.
El Desembarcament de Normandia, la Batalla de Caen i la Segona Guerra Mundial són recordats en diversos memorials. A Caen hi ha el Mémorial, amb un museu de la Pau (Musée de la paix). El museu va ser construït on hi havia el búnker del General Wilhelm Richter, el comandant de la 716a divisió d'infanteria. El 6 de juny de 1988 el President francès François Mitterrand inaugurà el museu, juntament amb 12 ambaixadors de països que van participar en la lluita a Normandia. El museu està dedicat al pacifisme, i està al costat del Parc international pour la Libération de l'Europe, un jardí en record dels participants aliats en la invasió. Al davant del museu es troba l'Esplanada General Eisenhower, i entre els carrers propers, estan els dedicats al general Montgomery i a l'almirall Mountbatten.
Els caiguts van ser enterrats al Cementiri de Guerra de Brouay, el Cementiri de Guerra Banneville-la-Campagne de (2.170 tombes), el Cementiri de Guerra Canadenc de Bény-sur-Mer (2.049 tombes), el Cementiri de Guerra Canadenc de Bretteville-sur-Laize (2.957 tombes), el Cementiri de Guerra Alemany de La Cambe (21.222 tombes); i diversos cementiris més.